# Erebidae
Erebidae su familija moljaca u Noctuoidea superfamiliji. Ova familija je među najvećim familijama moljaca po broju vrsta i sadrži širok spektar poznatih Macrolepidoptera grupa. Familija obuhvata potkrilne (Catocala); sitne moljce (Herminiinae); tigraste, lišajne, i osne moljce; pramene moljce (Lymantriinae), uključujući moljca arktičkog vunastog medveda (Gynaephora groenlandica); prodorne moljce (Calpinae i druge).

## Podfamilije
- Aganainae
- Anobinae
- Arctiinae
- Boletobiinae
- Calpinae
- Erebinae
- Eulepidotinae
- Herminiinae
- Hypeninae
- Hypenodinae
- Hypocalinae
- Lymantriinae
- Pangraptinae
- Rivulinae
- Scolecocampinae
- Scoliopteryginae
- Tinoliinae
- Toxocampinae